# رینگ (فیلم ۱۹۵۲)
رینگ (انگلیسی: The Ring) یک فیلم درام به کارگردانی کورت نویمان است که سال ۱۹۵۲ اکران شد.